# 한가군
한가군(漢嘉郡)은 옛 중국 군현제상의 군이다. 현 쓰촨성 루산 현을 중심으로 하여 그 주변 지역을 관할했다.

## 한
원정 6년(기원전 111년), 한 무제의 서남방 정벌의 결과로 서부의 작도(莋都)를 침려군으로 세운 것이 한가군의 시초다. 그러나 천한 4년(기원전 97년)에 침려군은 폐지돼 촉군의 양부도위로 편입되었다. 이때 양부도위 중 청의(靑衣)에서는 한족을, 모우(旄牛)에서는 강족을 관할했다.
연광 원년(122년)에 촉군서부도위가 관할하던 지역을 촉군속국으로 따로 떼었다. 이 속국도위는 111568호, 475629명을 관할했다.
| 이름       | 종류 | 비고           |
| ---------- | ---- | -------------- |
| 한가(漢嘉) | 현   | 청의현을 개명. |
| 엄도(嚴道) | 현   |                |
| 사(徙)     | 현   |                |
| 모우(旄牛) | 현   |                |

영제 시기에 촉군속국을 분립해, 한가군이 처음 만들어졌다. 그러나 한가군은 대략 중평 5년(188년) 즈음에 다시 촉군에 병합되었다.

## 삼국
촉한 소열제의 장무 원년(221년), 촉군속국은 다시 한가군으로 독립했다.

## 서진
익주에 속했으며, 4현, 1만 3천 호를 관할했다.
| 이름       | 종류 | 비고                |
| ---------- | ---- | ------------------- |
| 한가(漢嘉) | 현   | 군의 치소가 있었다. |
| 사양(徙陽) | 현   |                     |
| 엄도(嚴道) | 현   |                     |
| 모우(旄牛) | 현   |                     |

## 그 후
진의 강좌(江左)에서는 군으로 두었으나 강우(江右)에서는 군을 없앴다고 한다. 《송서》에서는 한가군은 보이지 않고 그 속현들은 진원군 · 침려군 등에 흩어져 나타난다. 동진의 태녕 원년(323년)에 “월수태수 이쇠 · 한가태수 왕재(王載)가 군을 들어 모반하고, 양(驤)에서 투항했다.”라는 기록이 있다.